# Heinz Goedecke

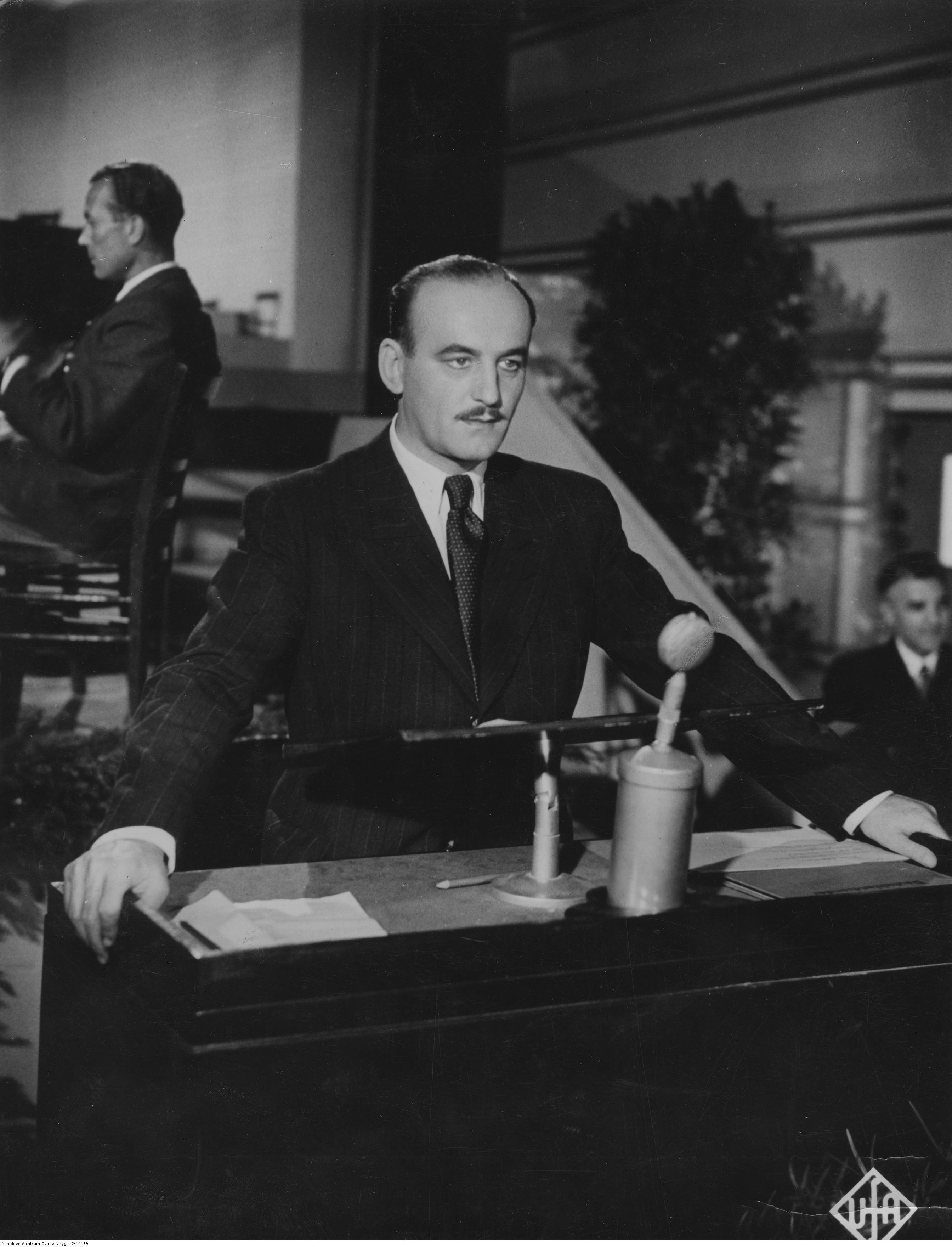
Heinz Goedecke, 1940

Heinz Goedecke (* 20. Dezember 1901 in Berlin; † 3. September 1959 in Braunschweig, Deutschland) war ein deutscher Radiosprecher sowie Schauspieler bei Bühne und Film. Er gilt als Vater des reichsdeutschen Wunschkonzerts.

## Leben und Wirken
Goedecke hatte sich zunächst am Theater versucht (zuletzt Spielzeit 1930/31 am Essener Schauspielhaus), ehe er 1932 zurück nach Berlin ging. Hier fand er eine Daueraufgabe als Sprecher beim Deutschlandsender. Zum 1. Mai 1933 trat er der NSDAP bei (Mitgliedsnummer 2.633.483). Dort initiierte er 1935 das Wunschkonzert für das Winterhilfswerk, bei dem Zuhörer gegen einen Obolus für jene karitative Einrichtung einen Musikwunsch äußern durften, der dann vom Sender erfüllt wurde. Auch das Wunschkonzert für die Wehrmacht (seit Herbst 1939), das ausschließlich den Wünschen der Soldaten von der Front folgte, hatte er zu verantworten. Nebenbei nahm Heinz Goedecke auch das eine oder andere Engagement für Gastrollen im Kinofilm an, wo er im Dritten Reich nahezu ausschließlich sich selbst in der Rolle eines Rundfunkansagers, so auch in dem Propagandafilm Wunschkonzert, ausfüllte. Bei anderen Filmen war er lediglich in seiner Funktion als Sprecher zu hören. Nach Kriegsende 1945 war seine Stimme derart mit dem untergegangenen Regime verbunden, dass er kaum mehr einen Auftrag erhielt.

## Filmografie
- 1932: Acht Mädels im Boot
- 1933: Ganovenehre
- 1933: Die Schlacht um Miggershausen – Animationsfilm zum Volksempfänger (als Sprecher)[3]
- 1939: Die Stimme aus dem Äther
- 1940: Wunschkonzert
- 1943/44: Eine kleine Sommermelodie (UA: 1982)